# Luigi Castellazzo
(Giovanni Cadolini, Memorie, 1911)
Luigi Castellazzo (Pavia, 29 settembre 1827 – Pistoia, 16 dicembre 1890) è stato un patriota, scrittore, ufficiale garibaldino e uomo politico italiano, di idee federaliste.

## Biografia

### Il peso della colpa
Luigi Castellazzo, detto comunemente Bigio dagli amici, dalla metà dell'Ottocento fino alla sua morte avvenuta nel 1890 fu uno dei personaggi più discussi del Risorgimento nazionale, in quanto veniva considerato da molti il responsabile del tradimento dei congiurati nei moti mazziniani di Mantova del 1851-52, tra i quali don Enrico Tazzoli e Tito Speri, che trovarono poi la morte a Belfiore, mentre altri, tra i quali Giuseppe Garibaldi, lo ritenevano un sincero e disinteressato patriota.
Arrestato dalla polizia austriaca, confessò le proprie colpe e, secondo alcuni, fece i nomi dei congiurati. Inoltre Castellazzo mise i panni dell'agente provocatore e si fece pure mettere in carcere assieme al giovane trentino Iginio Sartena, riuscendo a carpirgli con l'inganno che era giunto da Parigi con l'incarico di uccidere il generale Radetzky. Dopo le rivelazioni di Castellazzo e quelle di un altro delatore, l'avvocato Giulio Faccioli di Verona, gli arresti salirono a 110, dei quali uno, Pezzetto, si uccise in una cella del castello di Milano.
A seguito del processo, il 13 novembre, fu emanata la sentenza di morte per alto tradimento per Tazzoli, Carlo Poma e tre rivoluzionari che operavano a Venezia: Angelo Scarsellini, Bernardo Canal e Giovanni Zambelli; per gli altri imputati, fra cui Giuseppe Finzi, condannato a 18 anni di carcere duro, la pena fu commutata in quella dei ferri e da diciotto a dodici anni di galera. Il 7 dicembre i cinque condannati furono condotti nella valletta di Belfiore, fuori porta Pradella, e qui appesi alle forche. Il processo di Mantova venne riaperto e il 3 marzo 1853 vennero giustiziati, sempre a Belfiore, altri tre congiurati: Carlo Montanari, Tito Speri e don Bartolomeo Grazioli, arciprete di Revere. Solamente trentatré accusati riuscirono a fuggire ai rigori della giustizia e fra questi Giovanni Acerbi, grande amico di Castellazzo, Benedetto Cairoli, Achille Sacchi, Attilio De Luigi e Giovanni Chiassi. Il 19 marzo, compleanno dell'imperatore, Radetzky elargì l'amnistia a tutti gli inquisiti in attesa di sentenza; ne beneficiò anche Castellazzo, uno degli imputati più compromessi ma, prima che fosse notificata, venne impiccato lo sfortunato Pietro Frattini.
Il 4 luglio 1855 fu giustiziato l'ultimo patriota, Pier Fortunato Calvi. Perseguitato dal rimorso per tutta la vita, Castellazzo cercò di riscattarsi dalle “colpe che non han perdono”, come sostiene impietosamente lo storico Alessandro Luzio, autore di un approfondito studio sui moti mantovani e principale inquisitore, buttandosi a capofitto alla ricerca della morte in combattimento in tutte le imprese di Garibaldi, dalla campagna con i “Cacciatori delle Alpi” del 1859, alla spedizione nell'Italia meridionale del 1860 e a quella francese di Digione del 1870-1871.
Nella guerra del 1866 fu instancabile: liberò Magasa, la Val Vestino e comandò esplorazioni pericolose oltre le linee austriache. Per il suo comportamento giovanile divise l'opinione dei patrioti in innocentisti e colpevolisti e, quando nel 1884 fu eletto deputato al parlamento italiano nel collegio di Grosseto, la sua nomina diede luogo a incidenti e a roventi polemiche che segnarono profondamente la vita politica di quel tempo.
Fu iniziato alla Massoneria il 17 giugno 1867, alla Loggia "Concordia" di Firenze; ricoprì l'incarico di Gran Segretario del Grande Oriente d'Italia, fu direttore della Rivista della Massoneria Italiana e raggiunse il 33º ed ultimo grado del Rito Scozzese Antico e Accettato.
Morì a Pistoia il 16 dicembre 1890. Cremato, le sue ceneri sono conservate nel cimitero del Verano a Roma.

### Dissero di lui
Da una biografia di Telesforo Sarti di fine Ottocento apprendiamo che costui: 
Nel 1861-1863 è tra i redattori del giornale federalista toscano La Nuova Europa.
Nel 1866 rientrò come semplice soldato fra i volontari garibaldini nel Tirolo, e vi conseguì la croce del merito militare di Savoia. Nel 1867 si era recato a Roma per prepararvi l’insurrezione de’ Romani, ma fu preso e condannato alla galera perpetua. Liberato nel 1870, più ancora che la libertà della patria, cercando la morte, raggiunse l’esercito garibaldino a Dole in Francia. Nel corso della XV legislatura eletto a sostituire nella rappresentanza di un seggio del collegio di Grosseto alla Camera nazionale dei deputati l’onorevole Telemaco Ferrini dimissionario per ragioni di salute, tale elezione diede luogo ad accuse e recriminazioni infinite contro il Castellazzo che taluno volle far passare per traditore dei Martiri di Belfiore. Alla Camera la convalidazione di siffatta elezione diede origine ad un'appassionata discussione l’11 dicembre 1884. Cavallotti, Aporti, Crispi e Righi (relatore della Giunta delle elezioni) sostennero doversi convalidare l’elezione e Cavallotti specialmente difese vivacissimamente il Castellazzo dagli attacchi ai quali era stato fatto segno; oppugnarono la convalidazione Chinaglia e Adamoli. La questione venne risolta per appello nominale in cui, sopra 289 presenti, i fautori della convalidazione risultarono 155, gli oppugnatori 123 e 11 gli astenuti (ministri e segretari generali). In seguito a cotal risultato, l’onorevole Finzi, compagno ai Martiri di Belfiore ed accusatore principale del Castellazzo, diede, seduta stante, le dimissioni da deputato, giacché riteneva non decoroso per lui l’esser collega in Parlamento al Castellazzo. A proposito della grave accusa di tradimento contro di questa emessa e della deplorevole, dolorosa questione sorta alla camera, scriveva assennatamente, a chi ha l’onore di redigere questo volume, un illustre senatore del regno, nei seguenti termini: “Io aborro da queste vivisezioni umane, da questi processi basati sulle ipotesi, da questo notomizzamento delle intenzioni, e profondamente deploro le polemiche nell’un senso e nell’altro suscitate, aizzate dall’affare Castellazzo. Deploro che gli amici di lui, forse più zelanti del trionfo del partito che riguardosi alla persona, lo abbiano impelagato in un’iliade di dolori da cui la sua povera anima n’esce a strappi, sanguinolenta. Deploro che Giuseppe Finzi abbia voluto assumere l’aria implacabile di vindice della giustizia, e che non siavi stato alcuno fra i suoi amici che abbia avuto il pensiero o il potere di ritornarlo a più miti propositi, aggiungendo così nuovi argomenti alle patriottiche benemerenze dell’ex deputato mantovano. Non so, né voglio sapere se Luigi Castellazzo, sotto i colpi del bastone croato, circuito da abili inquisitori, abbia recato nocumento a’ suoi fratelli di congiura, ma so (e di questo solamente mi curo) che egli ha scontato un ipotetico errore di giovinezza con una vita reale di dolori, di eroismi, di sacrifici, di onorate azioni che lo designano fra i più benemeriti della causa italiana. Di tanti si sono posti compassionevolmente e nobilmente in oblio i constatati errori, e si vorrà essere implacabili con Castellazzo per una colpa non bene accertata e, ad ogni modo, scontata le mille volte? Via, parliamoci schietto: è giustizia codesta? Ma, si va dicendo: altro è la riabilitazione, altro è l’esaltazione che si è voluto fare di Castellazzo coll’eleggerlo a deputato. Ripeto che sarebbe stato preferibile, sotto ogni rapporto, il lasciar Castellazzo in disparte; affermo, tuttavia, che disapprovo l’accanimento con cui gli son fatti addosso i numerosi avversari. Nella peggiore ipotesi intorno alla colpabilità del Castellazzo durante i processi di Mantova, io affermo che se il re lo crede meritevole, varii anni appresso, di fregiarsi il petto della croce di Savoia, non si disonorerà certo oggi la Camera dei deputati di averlo a collega… Se i Martiri di Belfiore (ammesso pure che il Castellazzo gli abbia traditi) potessero sorgere dai loro sepolcri gloriosi, sarebbero i primi a impor silenzio, nel nome d’Italia, alle accuse contro di lui ed a stendere, in segno di perdono e di riconciliazione, la destra dell’accusato”. Il Castellazzo, seduto all’estrema sinistra intervenne assiduo ai lavori parlamentari, ma non ruppe mai il silenzio. Da varii anni egli vive in Roma come segretario generale della Massoneria. Sotto il nome specialmente di “Anselmo Rivalta”, da lui assunto e ritenuto spesso dopo i fatti del 1852, il Castellazzo ha pubblicato varii reputati lavori, ché egli è scrittore originale, vigoroso, ricco di fantasia, con uno stile nervoso, a scatti, che impressiona ed attrae. Il romanzo “Tito Vezio” costituisce il migliore di tali lavori. Di essi vanno nominati anche il dramma “Tiberio” e il racconto “La battaglia di Armogeniton”. Ha pure collaborato politicamente e letterariamente con varii giornali, a cagion d’esempio nella “Riforma” (da lui diretta in gran parte nei primi due mesi di vita del giornale), nella “Civiltà italiana”, nella “Nuova Europa”, nella “Lega della democrazia”, ecc. ecc.”.»

### Il Cavallotti
Nella citata seduta parlamentare dell'11 dicembre 1884, il deputato Felice Cavallotti difese il Castellazzo con queste accorate parole:

### L'avvocato Ernesto Pozzi
Ernesto Pozzi, avvocato e ufficiale garibaldino che con il Castellazzo divise i rischi della guerra del 1866 e della campagna francese dei Vosgi del 1870-'71, ce lo descrive così in uno scritto del 30 agosto 1874:

### Il congiurato don Enrico Tazzoli
Le accuse al Castellazzo non si affievolirono neanche con la sua morte. Ogni qualvolta si parlava dei martiri di Belfiore, il suo nome ricompariva prontamente additato come il loro traditore. Nel 1905 lo storico Alessandro Luzio, nel suo citato studio, pubblicò per la prima volta i documenti raccolti negli archivi che comprovavano, almeno in parte, le insinuazioni rivolte al Castellazzo. Da questo studio riportiamo un brano di una lettera che don Enrico Tazzoli inviò segretamente dal carcere all'amico Giovanni Acerbi il 24 novembre 1852:

### Le parole taglienti di un ex congiurato
Anche un'interessante lettera conservata al Museo del Risorgimento di Roma del 1903 consistente in una bozza, spedita da un non meglio identificato congiurato del 1852, al direttore del giornale «La Provincia» di Cremona, riprende il solito filone accusatorio, il 9 dicembre 1903:

## Scritti
- Lombardia 1848, edito nel 1862.
- Corso di conferenze: prolusione di Luigi Castellazzo, Roma, Capaccini & Ripamonti, 1879.
- Tito Vezio, Stab. Tip. di Edoardo Perno, Roma, 1883.
- La Battaglia di Armagedon – Notti Vaticane, A. Sommaruca & C., Roma, 1884.